# مؤسسة موسعة
المؤسسة الموسعة هي شبكة من الشركات ذاتية التنظيم ومرتبطة ببعضها ارتباطًا حرًا تقوم بجمع ناتجها الاقتصادي لتوفير منتجات وعروض خدمات للسوق. وقد تعمل الشركات الموجودة في المؤسسة الموسعة بشكل مستقل، على سبيل المثال، من خلال آليات السوق أو بشكل تعاوني من خلال الاتفاقيات والعقود.
وقد يُشار إليها أحيانًا باسم «سلسلة التوريد» أو «سلسلة القيمة»، وعندئذ يصف مصطلح «المؤسسة الموسعة» مجتمع المشاركين المعنيين بتوفير مجموعة من عروض الخدمات. فعلى سبيل المثال، فإن المؤسسة الموسعة المرتبطة بشركة «ماكدونالدز» تتضمن ليس فقط شركة ماكدونالدز ولكن أيضًا حقوق امتيازات وشركاء شركة محاصة تابعة لشركة ماكدونالدز والشركات اللوجيستية الأخرى التي تقدم المواد الغذائية والمواد لمطاعم ماكدونالدز والوكالات الإعلانية التي تنتج وتوزع إعلانات ماكدونالدز وموردي المكونات الغذائية وأجهزة المطابخ وخدمات الأبنية والمرافق والبضائع والخدمات الأخرى الخاصة بشركة ماكدونالدز ومصممي ألعاب هابي ميل وغيرها.
ولكن يتميز مصطلح المؤسسة الموسعة بأنه أكثر توصيفًا من «سلسلة التوريد» من حيث إنه يتيح فكرة أنواع ودرجات مختلفة من الارتباط، فضلاً عن استمرار هذا الارتباط. وقد تكون الارتباطات عن طريق التعاقد كما هو الحال في الشراكات أو التحالفات أو الاتفاقيات التجارية، أو عن طريق تبادل السوق المفتوح أو المشاركة في التعريفات العامة.
يتم وصف كيفية تنظيم المؤسسة الموسعة وهيكلها وسياستها وآلياتها بشأن تبادل المعلومات والبضائع والخدمات والأموال باستخدام المصطلح أسلوب بناء المؤسسة.
وأخذت فكرة المؤسسة الموسعة أهمية أكبر مع تحول الشركات إلى التخصص والترابط بشكل أكبر وأصبحت التجارة أكثر عالمية وأصبحت العمليات أكثر توحيدًا وأصبحت المعلومات واسعة الانتشار. وأتاح توحيد العمليات التجارية للشركات شراء الكثير من الأنشطة التي كانت تُقدم في السابق بشكل مباشر بواسطة كيان تجاري. ومن خلال الاستعانة بشركات أخرى لأداء وظائف تجارية معينة كان يتم تقديمها في السابق ذاتيًا، مثل النقل والتخزين والمشتريات والعلاقات العامة وتكنولوجيا المعلومات، باتت الشركات قادرة على تركيز مواردها على تلك الاستثمارات والأنشطة التي توفر لها أكبر معدل من العائدات. وتحدد «الكفاءات الأساسية» المتبقية عرض القيمة الذي يميز الشركة.